# 6712 Hornstein
A 6712 Hornstein (ideiglenes jelöléssel 1990 DS1) a Naprendszer kisbolygóövében található aszteroida. Antonín Mrkos fedezte fel 1990. február 23-án.